# إليوت سيمويز
إليوت سيمويز (بالبرتغالية: Elliot Simões‏) (مواليد 20 ديسمبر 1999) هو لاعب كرة قدم محترف يلعب كجناح لنادي سالفورد سيتي. ولد في البرتغال، ومثل المنتخب الأنغولي.
في 18 يوليو 2024 أتم المحرق البحريني تعاقده مع جناح منتخب أنجولا الذي يحمل الجنسية البرتغالية إليوت سيموس قادما من نادي القيصومة السعودي.